# Johanny Quintero
Johanny Evelyn Quintero Carmona (* 28. Dezember 1992) ist eine venezolanische Badmintonspielerin. 

## Karriere
Johanny Quintero nahm 2011 an den Panamerikanischen Spielen teil. Sie startete dabei im Dameneinzel und im Damendoppel. Als beste Platzierung erreichte sie  Rang 17 im Doppel mit Gabriela Araujo. Bei ihrem zweiten Start wurde sie 33. 2012 siegte Quintero bei den Giraldilla International im Mixed mit Luis Camacho.